# Gwich'in (peuple)
Cet article concerne le peuple gwich’in. Pour la langue gwich’in, voir Gwich’in (langue).
Les Gwich’in (« les gens »), aussi appelés Loucheux ou Kutchin, sont les tribus de langues athapascanes septentrionales qui vivent dans le bassin du fleuve Yukon et de la rivière Peel dans l'est de l'Alaska et dans le territoire du Yukon au Canada. Le village d'Old Crow, le plus septentrional du Yukon, est également le foyer d'un des plus anciens peuplements d'Amérique du Nord. Une population gwich'in est également présente dans les Territoires du Nord-Ouest.
Face à la prospection pétrolière soutenue par le gouvernement américain, les Indiens gwich’in font tout pour sauver leur culture ancestrale et leur territoire, situé entre l'Alaska et le Canada.

## Histoire
Les Gwich’in étaient un peuple redoutable, craint notamment des Inuits. Pourtant, ils n'affrontèrent pas les colonisateurs européens et se laissèrent convertir au christianisme. Décimés par les épidémies, les Kutchin ont survécu jusqu'à nos jours grâce au commerce de la chasse et de la pêche. De nos jours, ils sont grandement menacés par les projets d'exploitation pétrolière.

## Société
La société des Gwich’in se caractérise par une organisation spécifique, que l'on ne retrouve dans aucune autre tribu autochtone. Ils sont répartis en trois groupes de filiation matrilinéaires exogames qui varient en fonction des générations. Le village gwich’in est constitué de huttes de branchage avec un trou pour laisser passer la fumée. Avant la colonisation européenne, les Gwich’in faisaient le commerce de perles et de peaux avec les tribus autochtones voisines et avec les Inuits.
L'anthropologue Nastassja Martin vit pendant plusieurs années auprès des Gwich’in pour réaliser une thèse sous la direction de Philippe Descola. En 2016, elle publie Les Âmes sauvages, le récit de son expérience en Alaska auprès de cette population.

## Langue
Environ 800 membres de l'ethnie gwich'in parlent encore le gwich'in, langue de la famille athapascane, fortement menacée d'extinction.